# Úvaly
Úvaly (en allemand : Auwal) est une ville du district de Prague-Est, dans la région de Bohême-Centrale, en République tchèque. Sa population s'élevait à 7 504 Sa population s'élevait à 12 463 habitants en 2024.

## Géographie
La ville est arrosée par la rivière Výmola, un affluent de l'Elbe. Elle jouxte la forêt de Klánovice, l'un des poumons verts de la capitale tchèque, et se trouve à 11 km au nord-est de Říčany et à 21 km à l'est du centre de Prague.
La commune est limitée par Jirny et Horoušany au nord, par Tuklaty et Přišimasy à l'est, par Škvorec et Dobročovice au sud, et par Květnice et Prague à l'ouest.

## Histoire
La première mention écrite de la localité date de 1300.

## Patrimoine
Le principal monument de la ville est l'église de l'Annonciation du Seigneur (Kostel Zvěstování Páně), de style baroque. Fondée en 1381, elle fut remaniée dans le premier tiers du XVIIIe siècle.

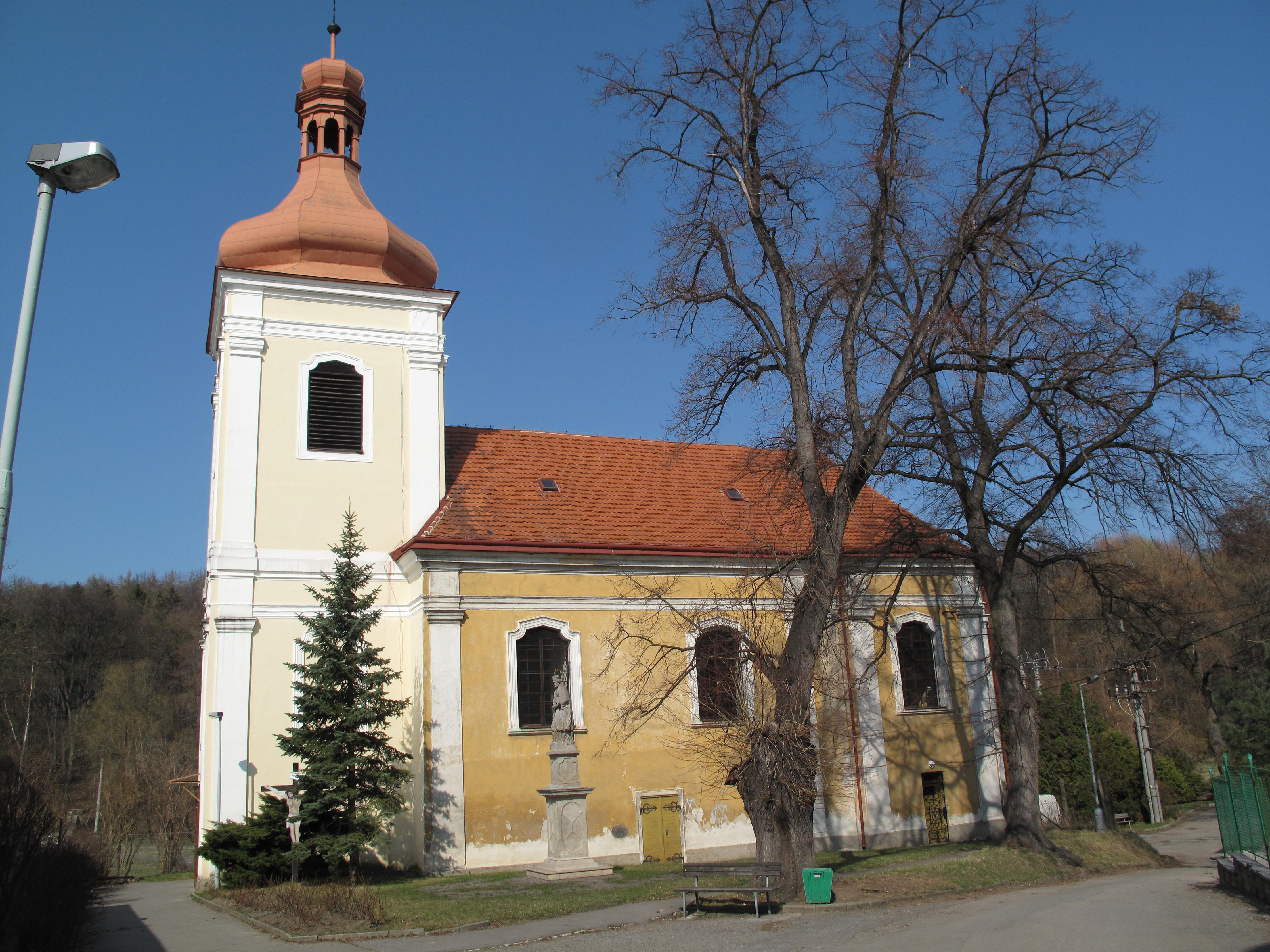
L'église de l'Annonciation du Seigneur.

## Transports
Úvaly possède des infrastructures ferroviaires (gare sur la ligne Prague-Český Brod, laquelle passe près de la ville sur le pont ferroviaire d’Úvaly) et routières (voies rapides) la reliant à la capitale et aux localités proches.

## Personnalités
- Marie Majerová (1882-1967), écrivaine.